# Pojke slukar universum
Pojke slukar universum (engelska: Boy Swallows Universe) är en australisk kriminaldramaserie som hade premiär den 11 januari 2024 på strömningstjänsten Netflix. Första säsongen består av sju avsnitt.

## Handling
Serien kretsar den tolvårige pojken Eli som efter att ha svarat i en röd telefon i ett rum under sitt hus ger sig ut i Brisbanes undre värld.

## Rollista (i urval)
- Travis Fimmel – Lyle Orlik
- Simon Baker – Robert Bell
- Phoebe Tonkin – Frances Bell
- Felix Cameron – Eli Bell
- Zac Burgess – Eli Bell
- Lee Tiger Halley – Gus Bell
- Bryan Brown – Slim Halliday
- Anthony LaPaglia – Tytus Broz
- Sophie Wilde – Caitlyn Spies